# Мальчугинская
Мальчугинская — деревня в Шенкурском районе Архангельской области. Входит в состав муниципального образования «Шеговарское».

## География
Деревня расположена в южной части Архангельской области, в таёжной зоне, в пределах северной части Русской равнины, в 31 километре на север от города Шенкурска, на левом берегу реки Ледь, притока Ваги. Ближайшие населённые пункты: на западе деревня Чаплинская.
Часовой пояс
Мальчугинская, как и вся Архангельская область, находится в часовой зоне МСК (московское время). Смещение применяемого времени относительно UTC составляет +3:00.

## Население
| 2002 | 2010 | 2012 |
| ---- | ---- | ---- |
| 8    | ↘4   | ↘3   |

## История
Указана в «Списке населенных мест Архангельской губернии к 1905 году» как деревня Мальчугинская. Насчитывала 10 дворов, 30 мужчин и 38 женщин. В административном отношении деревня входила в состав Предтеченского сельского общества Предтеченской волости Шенкурского уезда Архангельской губернии.
На 1 мая 1922 года в поселении 13 дворов, 23 мужчин и 40 женщины.